# ベン・ゴッドフリー
ベンジャミン・マシュー・ゴッドフリー（Benjamin Matthew Godfrey, 1998年1月15日 - ）は、イングランド・ヨークシャー州ヨーク出身のサッカー選手。プレミアリーグ・イプスウィッチ・タウンFC所属。イングランド代表。ポジションはDF。

## 来歴
ユース時代をミドルズブラFCとヨーク・シティFCで過ごし、2014年にトップチームに昇格。翌年8月18日のフットボールリーグ1のヨーヴィル・タウンFC戦でプロデビュー。同年11月のプリマス・アーガイルFC戦でプロ初ゴールを決めた。
2016年1月15日、ノリッジ・シティFCと3年半契約を締結。途中加入した2015-16シーズンは、公式戦不出場で終了。翌2016-17シーズンは、主にU-23チームでプレー。2017年8月24日にシュルーズベリー・タウンFCへのローン移籍が決まり、実質3部リーグで43試合に出場した
2018-19シーズンにノリッジに復帰。同シーズンはフットボールリーグ・チャンピオンシップ (実質2部) で優勝し、2015-16シーズン以来のプレミアリーグ復帰が決定。トップリーグ復帰に貢献したゴッドフリーに、マンチェスター・ユナイテッドFCなどが獲得に興味を示しているといわれていた。
2020年10月5日、エヴァートンFCと5年契約を締結したことが発表された。
2024年6月28日、アタランタBCに移籍することが発表された。
2025年1月5日、イプスウィッチ・タウンFCにシーズン終了までのレンタルで移籍した。

## 代表経歴
2019年から、U-20のイングランド代表に招集されている。